# 詹秀棉
詹秀棉（1935年—），是一名前網球運動員，台北人。中華全國網球委員會會長蔣堅忍兒媳。早年參與自由車運動，後轉戰網球運動有傑出表現，入選克難隊訓練並前往各國巡迴比賽。1958年亞洲運動會網球比賽，與劉香谷共同獲得女子雙打銅牌，也和高登科攜手奪下混合雙打銅牌。此後於民國50年代至60年代活躍於國內網壇，直至1974年以後逐漸淡出，轉向擔任教練一職。